# Il potere di Satana
Il potere di Satana è un film del 1972 diretto dal regista Bert I. Gordon e prodotto dalla Zenith International. Il film è stato distribuito con vari titoli: Necromancy, The Witching, A Life for a Life, Horror-Attack, Rosemary's Disciples e The Toy Factory negli Stati Uniti; Magia nera e Le streghe della luna nera in Italia.
Nel 1983, il film fu ripubblicato col titolo The Witching con un nuovo montaggio e nuove musiche. In Italia questa versione uscì direttamente su VHS edita dalla Mondadori col titolo Magia nera presentando un nuovo doppiaggio.

## Trama
Dopo aver dato alla luce un bambino morto, Lorie accompagna il marito nella cittadina di Lilith, dove l'ambiguo Mr. Cato capeggia una congrega di streghe. Con l'aiuto di Lorie (che possiede poteri occulti) e seguendo le formule del Grande Grimorio la setta si prepara a celebrare un macabro rito per riportare in vita i morti.